# 臺灣健康狀況
臺灣健康狀況，根據一項新的人力資本衡量標準，該標準涵蓋了195個國家在1990年至2016年期間的情況。該標準將每個出生隊列的預期壽命定義為20歲至64歲，並根據教育程度、學習或教育品質以及功能健康狀況進行了調整。這項研究於2018年9月發表在《刺胳針》雜誌上。台灣在預期人力資本水平方面排名第五，經過健康、教育和學習的調整後，20歲至64歲之間的預期壽命為26歲。